# Elya Maria Nevar
Elya Maria Nevar (geboren als Else Maria Hotop am 3. Oktober 1894 in Hannover; gestorben am 13. Juli 1976 in Bodman) war eine deutsche Schauspielerin, Regisseurin und Anthroposophin. Bekannt ist sie vor allem durch ihre Freundschaft mit Rainer Maria Rilke.

## Leben
Else Hotop war die Tochter des deutschen Offiziers Franz Joseph Hotop und der Mutter Olga Rosalie Eleonore Wilhelmine von Raven. 1915 hatten die Eltern das Elsass verlassen, Else hatte zunächst in Leipzig studiert, dann war die Familie nach München gezogen und Else hatte ein Studium der Kunstgeschichte und Literatur an der Ludwig-Maximilian-Universität begonnen. Zugleich engagierte sie sich in einer Schauspielgruppe, welche das Ziel hatte, die mittelalterlichen Mysterienspiele wiederzubeleben. Im Frühsommer 1918 war man dabei, das Augsburger Georgsspiel von 1473 einzustudieren, und Else fiel die Rolle der befreiten Königstochter Elya zu. Sie war eine große Bewunderin Rilkes, insbesondere seines Stundenbuchs, hatte ihn schon einmal bei einer Lesung von Else Lasker-Schüler gesehen, ihn aber noch nicht kennen gelernt. Nun fand sie ihn bei jeder Aufführung des Spiels im Publikum. Zu einem Kontakt und Briefwechsel kam es aber erst, als sie zufällig Rilkes Anschrift in der Ainmillerstraße 34/IV erfuhr.
Der sich ergebende Briefwechsel dauerte bis in Rilkes letzte Jahre an und Else Hotop übernahm den Rollennamen Elya als Teil ihres Künstlernamens, unter dem sie 1946 auch den Briefwechsel publizierte. Im Februar 1918 hatten beide einen Vortrag Rudolf Steiners über Sinnlich-Übersinnliche in seiner Verwirklichung durch die Kunst gehört. Elya war begeistert, Rilke äußerte sich seinem Dichterkollegen Albert Steffen gegenüber zurückhaltender. Für Elya Nevar war es der Beginn eines der Anthroposophie gewidmeten Lebenswegs. Sie wirkte als eine der großen Schauspielerinnen der Goetheanum-Bühne über Jahrzehnte in Dornach, insbesondere in den Rollen des Luzifer in Steiners Mysteriendramen und der Helena in Goethes Faust II.
1920 hatte Nevar den Schauspieler Max Gümbel-Seiling geheiratet, der seinerzeit das Georgsspiel inszeniert hatte. Aus dieser Ehe entstanden zwei Söhne, Theophilus (* 1920) und Eckehard Gümbel (* 1922).

## Schriften
- Freundschaft mit Rainer Maria Rilke. Begegnungen, Gespräche, Briefe und Aufzeichnungen. Züst, Bern-Bümpliz 1946.